# Jerilderie Shire
Jerilderie Shire var en kommun i Australien. Den låg i delstaten New South Wales, i den sydöstra delen av landet, omkring 520 kilometer väster om delstatshuvudstaden Sydney. 2014 var antalet invånare 1 504.
Kommunen upphörde den 12 maj 2016 då den slogs samman med Murrumbidgee Shire och bildade det nya självstyresområdet Murrumbidgee Council.
Förutom huvudorten Jerilderie hörde även orten Bundure till Jerilderie Shire.